# Pselliophora xanthopimplina
Pselliophora xanthopimplina is een tweevleugelige uit de familie langpootmuggen (Tipulidae). De soort komt voor in het Palearctisch en Oriëntaals gebied.